# Maine (zatoka)
Maine (ang. Gulf of Maine) – zatoka Oceanu Atlantyckiego u wybrzeża Stanów Zjednoczonych (stany Maine, New Hampshire i Massachusetts) i Kanady (prowincje Nowa Szkocja i Nowy Brunszwik), pomiędzy półwyspami Cape Cod na zachodzie i Nowa Szkocja na wschodzie. Zajmuje powierzchnię około 93 000 km². W jej obrębie znajdują się mniejsze zatoki: Fundy i Massachusetts.
Długość linii brzegowej zatoki wynosi około 12 000 km. Fragmenty jej wybrzeża znajdują się w granicach parków narodowych Acadia (ok. 100 km) w stanie Maine i Fundy w Nowym Brunszwiku. Pływy morskie na zatoce należą do najwyższych na świecie, w szczególności w obrębie zatoki Fundy, gdzie ich wysokość sięga do 18–20 m. 
Nad zatoką położone są miasta portowe Boston, Portsmouth, Portland, Saint John i Yarmouth.
Zatoka jest siedliskiem dla ponad 3000 gatunków zwierząt, w tym m.in. waleni biskajskich i rybitw różowych.